# John R. Thurman
John Richardson Thurman (* 6. Oktober 1814 in New York City; † 24. Juli 1854 in Chester Township, New York) war ein US-amerikanischer Politiker. Zwischen 1849 und 1851 vertrat er den Bundesstaat New York im US-Repräsentantenhaus.

## Werdegang
John Richardson Thurman wurde während des Britisch-Amerikanischen Krieges in New York City geboren und wuchs dort auf. 1835 graduierte er am Columbia College. Er zog dann in den Warren County und ließ sich bei Chestertown nieder, wo er in der Landwirtschaft arbeitete. In der folgenden Zeit hielt er mehrere lokale Ämter. Politisch gehörte er der Whig Party an.
Bei den Kongresswahlen des Jahres 1848 für den 31. Kongress wurde er im 15. Wahlbezirk von New York in das US-Repräsentantenhaus in Washington, D.C. gewählt, wo er am 4. März 1849 die Nachfolge von Sidney Lawrence antrat. Da er auf eine erneute Kandidatur im Jahr 1850 verzichtete, schied er nach dem 3. März 1851 aus dem Kongress aus.
Nach seiner Kongresszeit widmete er sich dem Management seines Anwesens. Am 24. Juli 1854 starb er auf dem Friends Lake in Chester Township und wurde auf dem Familienfriedhof beigesetzt, allerdings wurden seine sterblichen Überreste dann auf den Oakwood Cemetery in Tory im Rensselaer County umgebettet.